# Нордијски куп у рагбију тринаест за репрезентације
Нордијски куп у рагбију тринаест за репрезентације (енгл. Nordic Cup (rugby league)) је спортски турнир у коме се такмиче рагби 13 репрезентације из Скандинавије. Такмичењем руководи Европска рагби 13 федерација. 
У досадашњој историји, највеће успехе су направили Данци и Норвежани. Прва сезона је одржана 2011. Такмичењем руководи Европска рагби 13 федерација.

## Историја
До сада је одржано седам турнира. Шведска је за нијансу слабија од Данске и Норвешке.

### Списак победника Нордијског купа
- 2011. - Рагби 13 репрезентација Данске
- 2012. - Рагби 13 репрезентација Норвешке
- 2013. - Рагби 13 репрезентација Шведске
- 2014. - Рагби 13 репрезентација Данске
- 2015. - Рагби 13 репрезентација Данске
- 2016. - Рагби 13 репрезентација Норвешке
- 2017. - Рагби 13 репрезентација Норвешке

### Табела победника Нордијског купа
- Рагби 13 репрезентација Данске  - 3 титуле.
- Рагби 13 репрезентација Норвешке  - 3 титуле.
- Рагби 13 репрезентација Шведске  - 1 титула.

## Тренутни учесници
- Рагби 13 репрезентација Данске
- Рагби 13 репрезентација Норвешке
- Рагби 13 репрезентација Шведске